# Capheris fitzsimonsi
Capheris fitzsimonsi är en spindelart som beskrevs av Lawrence 1936. Capheris fitzsimonsi ingår i släktet Capheris och familjen Zodariidae. Inga underarter finns listade.